# Liste der Deutschen Meisterinnen im 80-Meter-Hürdenlauf
Der 80-Meter-Hürdenlauf der Frauen wurde international bis 1968 ausgetragen. Auf der Strecke waren acht Hürden von jeweils 0,762 m Höhe aufgebaut. Der Anlauf bis zur ersten Hürde betrug wie der Auslauf von der letzten Hürde bis zum Ziel zwölf Meter, der Abstand zwischen den Hürden jeweils acht Meter. Ab 1969 wurden die 80 m Hürden von den längeren 100 m Hürden abgelöst, um so beim Abstand zwischen den Hürden der Schrittlänge der Läuferinnen besser gerecht zu werden.
Der Wettbewerb über 80 m Hürden wurde bei einer Deutschen Leichtathletik-Meisterschaft erstmals 1929 ausgetragen. Seit 1969 finden in Deutschland keine offiziellen Meisterschaften mehr in dieser Disziplin statt. Den internationalen Gepflogenheiten entsprechend wurde die Strecke auf 100 Meter verlängert und so gab es bei den Meisterschaften seit 1969 nur noch den 100-Meter-Hürdenlauf.

## Deutsche Meisterschaftsrekorde
| 10,6 s | Zenta Kopp, geb. Gastl (TSV 1860 München)    | Berlin   | 24. Juli 1960 – ohne Windmessung |
| 10,6 s | Karin Frisch (1. FV Salamander Kornwestheim) | Hannover | 7. August 1966                   |

Dieser Meisterschaftsrekord kann nicht mehr verbessert werden, da der 80-Meter-Hürdenlauf nicht mehr auf dem Programm Deutscher Meisterschaften steht.

## Meisterinnen derBundesrepublik Deutschland(DLV) sowie derDDR(DVfL) von 1948 bis 1968
| Jahr | Bundesrepublik Deutschland | Bundesrepublik Deutschland | Bundesrepublik Deutschland                        | Bundesrepublik Deutschland | DDR    | DDR              | DDR                                               | DDR      |
| Jahr | Ort                        | Datum                      | Athletin                                          | Zeit [s]                   | Ort    | Datum            | Athletin                                          | Zeit [s] |
| ---- | -------------------------- | -------------------------- | ------------------------------------------------- | -------------------------- | ------ | ---------------- | ------------------------------------------------- | -------- |
| 1968 | Berlin                     | 6. August                  | Inge Schell (TSV 1860 München)                    | 10,7                       |        |                  | Karin Balzer, geb. Richert (SC Leipzig)           |          |
| 1967 | Stuttgart                  | 6. August                  | Inge Schell (TSV 1860 München)                    | 10,9                       |        |                  | Karin Balzer, geb. Richert (SC Leipzig)           |          |
| 1966 | Hannover                   | 7. August                  | Karin Frisch (1. FV Salamander Kornwestheim)      | 10,6                       |        |                  | Karin Balzer, geb. Richert (SC Leipzig)           |          |
| 1965 | Duisburg                   | 8. August                  | Inge Schell (TSV 1860 München)                    | 10,9                       |        |                  | Gundula Diel (TSC Berlin)                         |          |
| 1964 | Berlin                     | 9. August                  | Inge Schell (TSV 1860 München)                    | 10,7                       |        |                  | Gundula Diel (TSC Berlin)                         |          |
| 1963 | Augsburg                   | 11. August                 | Erika Fisch (Hannover 96)                         | 10,7                       |        |                  | Karin Balzer, geb. Richert (SC Frankfurt)         |          |
| 1962 | Hamburg                    | 29. Juli                   | Erika Fisch (Hannover 96)                         | 10,7                       |        |                  | Karin Balzer, geb. Richert (SC Frankfurt)         |          |
| 1961 | Düsseldorf                 | 30. Juli                   | Erika Fisch (Hannover 96)                         | 11,0                       |        |                  | Gisela Birkemeyer, geb. Köhler (SC Dynamo Berlin) |          |
| 1960 | Berlin                     | 24. Juli                   | Zenta Kopp, geb. Gastl (TSV 1860 München)         | 10,6                       |        |                  | Gisela Birkemeyer, geb. Köhler (SC Dynamo Berlin) |          |
| 1959 | Stuttgart                  | 26. Juli                   | Zenta Kopp, geb. Gastl (TSV 1860 München)         | 10,8                       |        |                  | Gisela Birkemeyer, geb. Köhler (SC Dynamo Berlin) |          |
| 1958 | Hannover                   | 20. Juli                   | Zenta Kopp, geb. Gastl (TSV 1860 München)         | 10,8                       |        |                  | Gisela Birkemeyer, geb. Köhler (SC Dynamo Berlin) |          |
| 1957 | Düsseldorf                 | 18. August                 | Erika Fisch (Hannover 96)                         | 11,3                       |        |                  | Gisela Köhler (SC Dynamo Berlin)                  |          |
| 1956 | Berlin                     | 18. August                 | Zenta Gastl (TSV 1860 München)                    | 10,9                       | Erfurt |                  | Gisela Köhler (SC Dynamo Berlin)                  |          |
| 1955 | Frankfurt/M.               | 6. August                  | Zenta Gastl (TSV 1860 München)                    | 11,1                       |        |                  | Gisela Köhler (Motor Zeiss Jena)                  |          |
| 1954 | Hamburg                    | 7. August                  | Maria Sander, geb. Domagala (SuS 09 Dinslaken)    | 11,4                       |        |                  | Gisela Köhler (Motor Zeiss Jena)                  |          |
| 1953 | Augsburg                   | 26. Juli                   | Maria Sander, geb. Domagala (SuS 09 Dinslaken)    | 11,3                       |        |                  | Gisela Köhler (Motor Zeiss Jena)                  |          |
| 1952 | Berlin                     | 29. Juni                   | Maria Sander, geb. Domagala (SuS 09 Dinslaken)    | 11,2                       |        |                  | Hildegard Schreyer (SG Volkspolizei Potsdam)      |          |
| 1951 | Düsseldorf                 | 29. Juli                   | Maria Sander, geb. Domagala (SuS 09 Dinslaken)    | 11,6                       | Erfurt | 13. bis 15. Juli | Siegfriede Dempe (Motor Zeiss Jena)               |          |
| 1950 | Stuttgart                  | 5. August                  | Anneliese Seonbuchner (1. FC Nürnberg)            | 12,1                       |        |                  | Hildegard Schreyer (SG Volkspolizei Potsdam)      |          |
| 1949 | Bremen                     | 6. August                  | Maria Sander, geb. Domagala (Rot-Weiß Oberhausen) | 11,9                       |        |                  | Siegfriede Dempe (FC Carl Zeiss Jena)             |          |
| 1948 | Nürnberg                   | 14. August                 | Maria Sander, geb. Domagala (Rot-Weiß Oberhausen) | 11,9                       |        |                  | Hildegard Schreyer (SG Volkspolizei Potsdam)      |          |

## Deutsche Meister 1929 bis 1947 (DLV)
| Jahr | Ort                                 | Datum                               | Athletin                                        | Zeit [s]                            |
| ---- | ----------------------------------- | ----------------------------------- | ----------------------------------------------- | ----------------------------------- |
| 1947 | Köln                                | 9. August                           | Lieselotte Federmann (SC Pforzheim)             | 11,9                                |
| 1946 | Frankfurt/M.                        | 25. August                          | Maria Domagala (SuS 09 Dinslaken)               | 11,8                                |
| 1945 | kriegsbedingt keine Meisterschaften | kriegsbedingt keine Meisterschaften | kriegsbedingt keine Meisterschaften             | kriegsbedingt keine Meisterschaften |
| 1944 | kriegsbedingt keine Meisterschaften | kriegsbedingt keine Meisterschaften | kriegsbedingt keine Meisterschaften             | kriegsbedingt keine Meisterschaften |
| 1943 | Berlin                              | 25. Juli                            | Maria Domagala (SuS 09 Dinslaken)               | 12,2                                |
| 1942 | Berlin                              | 25. Juli                            | Erika Biess (SCC Berlin)                        | 11,9                                |
| 1941 | Berlin                              | 19. Juli                            | Lieselotte Peter (Post SV Oppeln)               | 11,7                                |
| 1940 | Berlin                              | 10. August                          | Erika Biess (SCC Berlin)                        | 11,6                                |
| 1939 | Berlin                              | 8. Juli                             | Lieselotte Peter (Post SV Oppeln)               | 11,7                                |
| 1938 | Breslau                             | 30. Juli                            | Lisa Gelius (TS Jahn München)                   | 11,6                                |
| 1937 | Berlin                              | 25. Juli                            | Siegfriede Dempe (SC Weimar)                    | 11,7                                |
| 1936 | Berlin                              | 12. Juli                            | Doris Eckert (Eintracht Frankfurt)              | 12,1                                |
| 1935 | Berlin                              | 4. August                           | Anni Steuer (TuS Duisburg 48/99)                | 12,2                                |
| 1934 | Nürnberg                            | 28. Juli                            | Ruth Engelhard, geb. Becker (SV Siemens Berlin) | 11,8                                |
| 1933 | Weimar                              | 20. August                          | Ruth Engelhard, geb. Becker (SV Siemens Berlin) | 12,3                                |
| 1932 | Berlin                              | 3. Juli                             | Leni Thymm (ATV Leipzig)                        | 12,5                                |
| 1931 | Magdeburg                           | 2. August                           | Gerda Pirch (SCC Berlin)                        | 12,3                                |
| 1930 | Lennep                              | 3. August                           | Gerda Pirch (SCC Berlin)                        | 12,3                                |
| 1929 | Frankfurt/M.                        | 21. Juli                            | Ruth Becker (SC Brandenburg Berlin)             | 12,5                                |